# Danger : avalanche !
Pour plus de détails, voir Fiche technique et Distribution.
Danger : avalanche ! (Trapped : Buried Alive) est un téléfilm américain réalisé par Doug Campbell et diffusé en 2002.

## Synopsis
Une station de ski est en pleine saison touristique. Un expert en neige (Morgan Rusler (en)) avertit qu'une grande avalanche est imminente : le directeur de la station rejette délibérément l'avertissement et l'hôtel est englouti sous plusieurs mètres de neige. L'architecte Michael Campbell (Jack Wagner) s'efforce de secourir les survivants, parmi lesquels sa femme Emily (Gabrielle Carteris) et sa fille Paige (Aubrey Dollar), avant l'arrivée d'une seconde coulée d'avalanche,.

## Fiche technique
- Titre original : Trapped : Buried Alive
- Titre français : Danger : Avalanche !
- Réalisation : Doug Campbell
- Scénario : Doug Campbell et Tim McKay
- Pays :  États-Unis
- Genre : catastrophe
- Durée : 90 minutes
- Diffusion : 2002

## Lieu de tournage
Le film a été tourné à Killington (Vermont).

## Distribution
- Jack Wagner : Michael Cooper
- Gabrielle Carteris : Emily Cooper
- Aubrey Dollar : Paige Cooper
- Mark Lindsay Chapman : Reno Riley
- Morgan Rusler (en) : A.J.
- Jennifer Jean Snyder : Clair
- John J. Fleming : Karl Clark
- Wendy Davis : Monique
- Mike Graybeal : Alex Riley
- Phil Coccioletti : Danny
- Frank T. Wells : Finley
- Edsel Hughes : Stanley
- Celeste Oliva : News Reporter